# 唇弁
唇弁（しんべん、リップ、Labellum、Lip）はラン科植物、カンナなどに見られる。これらの植物では、花は左右相称となり、下側にある花弁が他の面のより大きく、幅広く、花を下から受けるように広がる形になる。この花弁のことを唇弁と言う。唇弁は往々にして特に派手な色をしている。
唇弁は昆虫が着地しやすいように進化したものである。これを持つ植物は虫媒花で、受粉するために昆虫を誘引するのに役立っている。花弁の変化したものではあるが、袋状、手のひらをすぼめたような形など、他の花弁、顎片とは明らかに異なった形状をしている。ランにおいては他の花弁と咢片の方が似ている。

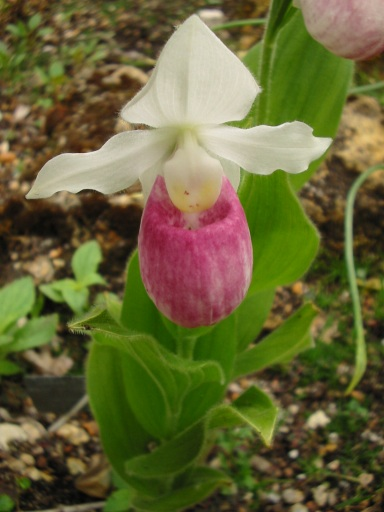
Showy Lady Slipper (Cypripedium reginae)の桃色の部分が唇弁である

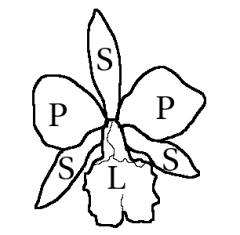
Lの文字が入った部分が唇弁。なお、P:は 花弁、S:は ガク。